# Svatý Štěpán

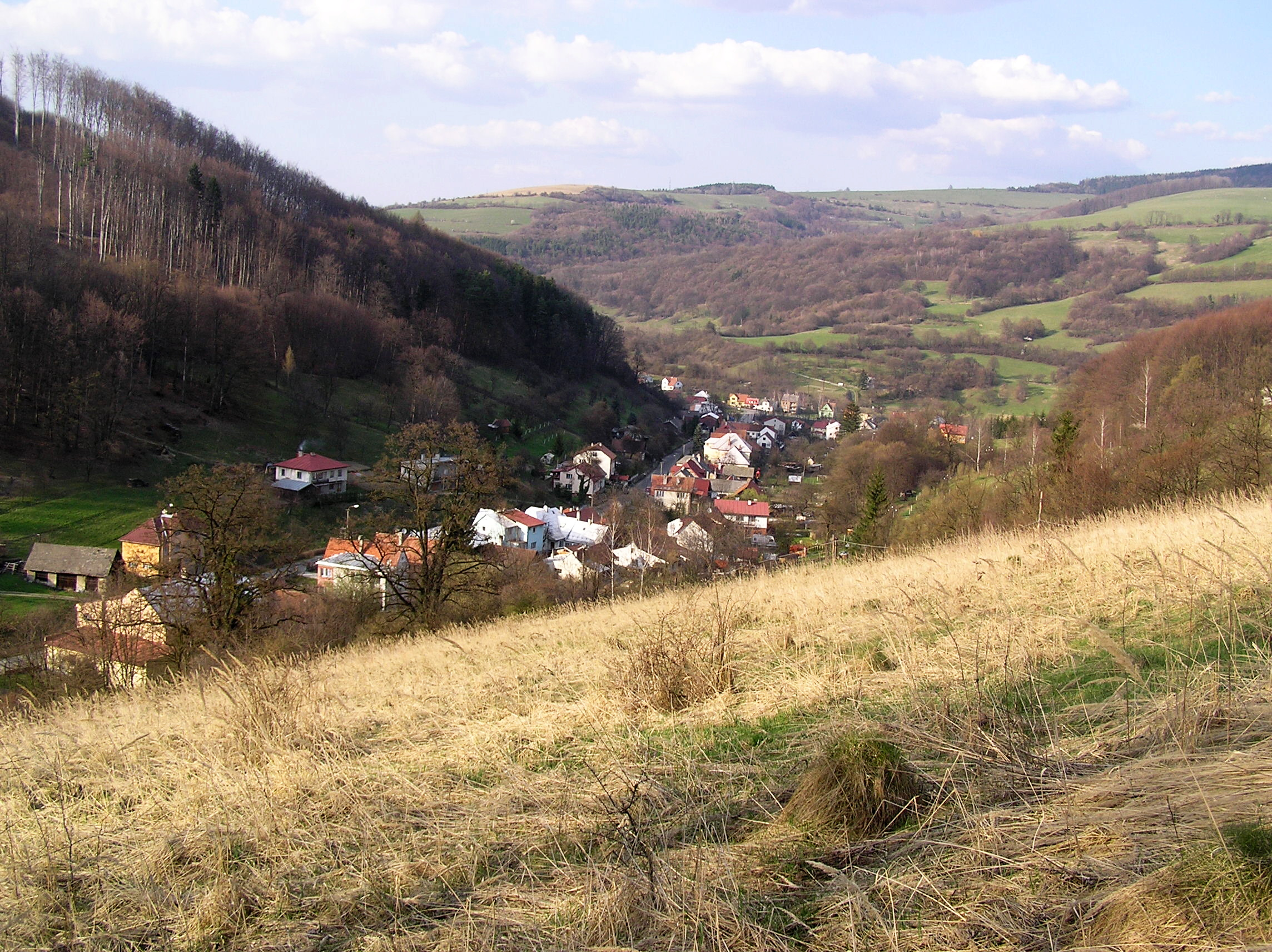
Blick auf das Unterdorf

Svatý Štěpán, 1965–1989 Štěpán nad Vláří (deutsch St. Stephan) ist ein Ortsteil der Stadt Brumov-Bylnice in Tschechien. Er liegt sechs Kilometer südlich von Brumov-Bylnice und gehört zum Okres Zlín.

## Geographie
Svatý Štěpán befindet sich im Norden der Weißen Karpaten auf dem Gebiet des Naturparks CHKO Bílé Karpaty. Das Dorf erstreckt sich am Unterlauf des Baches Bukový potok, auch Rozklinský potok, an dessen Einmündung in die Vlára. Zwei Kilometer südlich verläuft die Grenze zur Slowakei. Am nordöstlichen Ortsrand führen die Staatsstraße I/57 von Brumov-Bylnice Dubnica nad Váhom und die Wlarabahn zum Wlarapass. Nördlich erheben sich der Grúň (470 m) und Vršky (520 m), im Nordosten der Tratihušť (707 m), Pyrtě (638 m) und Okrouhlá (654 m), im Osten die Rozklíní und Nadříčí, südöstlich der Čaganov (575 m), im Süden der Jarův vrch (679 m) und Chladný vrch (742 m), südwestlich der Javorník (782 m), im Westen die Doubrava sowie im Nordwesten die Pláňava (598 m). Zweieinhalb Kilometer südöstlich liegt der Wlarapass.
Nachbarorte sind Bylnice, Kouty, Hluboče und Hlubocká Stráň im Norden, Petrova Studně und Sidonie im Osten, Nadříčí, Vlář und Vlárka im Südosten, Antonstal und Dolná Súča im Süden, Krásny Dub, Tarabus, Borotovci und Horná Súča im Südwesten, Skalky, Vápenice, Salašisko und Žírce im Westen sowie Pláňava, Na Nivě und Štítná nad Vláří im Nordwesten.

## Geschichte
Über den Wlarapass führte mit der Ungarischen Straße eine wichtige Handelsverbindung zwischen Mähren und Ungarn, die aber zugleich auch einer der Haupteinfallswege der Ungarn, Türken und Kuruzen nach Mähren war. Im Seitental des Bukový potok befanden sich bis ins 19. Jahrhundert lediglich einige Einschichten, deren Bewohner in der herrschaftlichen Brettsäge an der Wlara arbeiteten.
Im Jahre 1815 ließ der Besitzer der Herrschaft Brumov, Stephan Graf Illésházy, in dem Tal die Glashütte St. Stephan anlegen. Für die Beschäftigten ließ Illésházy eine Arbeiterkolonie anlegen. Die Glasmacher waren Deutsche, so dass die Kolonie St. Stephan eine deutsche Sprachinsel im tschechisch besiedelten Gebiet Südostmährens bildete. Die Glashütte wurde im Volksmund abgeleitet von der von Ileshazys Vater gegründeten Stará Huť (St. Sidonia) als Neue Hütte/Nová Huť bezeichnet. Zusammen mit der Glashütte St. Sidonia wurde die Glashütte St. Stephan von der Herrschaft zwischen 1815 und 1840 an Anton Riss verpachtet. 1828 bestand die Ansiedlung aus zehn Holzhäusern und fünf gemauerten Häusern, von denen drei zum Kataster von Štítná und zwei zum Kataster von Bylnice gehörten. Die Glashütte hatte zwei Schmelzöfen und produzierte Kreide-, Tafel- und Grünglas. 1836 wurde in Svatý Štěpán eine Schule eingerichtet, in der in tschechischer und deutscher Sprache unterrichtet wurde. Bis zur Mitte des 19. Jahrhunderts blieb Svatý Štěpán immer der Herrschaft Brumov untertänig.
Nach der Aufhebung der Patrimonialherrschaften gehörte Svatý Štěpán/Sanct Stephan anteilig zu den Gemeinden Bilnice und Štítná in der Bezirkshauptmannschaft Uherský Brod. Ab 1850 verpachtete die Herrschaft die Glashütte St. Stephan zusammen mit der St. Sidonia-Hütte an Joseph Schreiber. In Svatý Štěpán lebten 1870 etwa 300 Personen. Zu dieser Zeit war die ursprünglich deutschsprachige Bevölkerung soweit assimiliert, dass sich die tschechische Sprache unter den Arbeitern zunehmend durchsetzte. Ab 1876 wurden beide Glashütten von Schreibers Neffen Emanuel und Max Göpfert geführt, die 1884 die Produktion in St. Stephan und zwei Jahre später auch in St. Sidonia einstellten. 1880 lebten in den 39 Häusern des Ortes 332 Personen. Am 28. Oktober 1888 wurde der letzte Abschnitt der Wlarabahn zwischen Svatý Štěpán und dem Wlarapass vollendet, jedoch fuhren die Züge ohne Halt an Svatý Štěpán vorbei. Die Schule wurde 1890 erweitert. Im Jahre 1893 wurde der Betrieb der Glashütte wieder aufgenommen. Zwei Jahre später übernahm Vincenz Schreiber die Glashütte, er ließ 1897 einen modernen Gasofen installieren. Im Jahre 1900 bestand das Dorf aus 36 Häusern und hatte 321 Einwohner. Davon lebten 125 in den 17 Häusern der Bylnicer Seite und 196 in den 19 Häusern der Štítnáer Seite. Die Glashütte hatte 140 Beschäftigte. Zu Beginn des 20. Jahrhunderts wurden in St. Stephan vor allem Lampen- und Zylinderglas produziert. Durch einen Brand wurde der Aufschwung der Glashütte im Jahre 1907 zurückgeworfen. 1907 gründeten Arbeiter der Glashütten Svatý Štěpán, Svatá Sidonie und Nemšová im Gasthaus Vlář gemeinsam einen sozialdemokratischen Verein. 1921 umfasste der Bylnicer Anteil 27 Häuser und der Štítnáer 22. Differenzen zwischen den Gemeinden Štítná und Bylnice hatten bereits 1910 den Bau einer neuen Schule in Svatý Štěpán verhindert und 1923 gründete sich eine Initiative zur Bildung einer selbstständigen Gemeinde Svatý Štěpán. Im Jahre 1930 hatte das Dorf ca. 500 Einwohner. Infolge der Weltwirtschaftskrise musste Vincenz Schreiber 1932 Konkurs anmelden. Im Zuge der Subhastation erwarb die Stadtsparkasse Valašské Klobouky die Glashütte und verpachtete sie an den Bylnicer Bürgermeister Julius Černý und den Hotelier Josef Rufer, die die Produktion zwischen Dezember 1934 und Februar 1935 kurzzeitig wieder aufnahmen. Der weitere Überlebenskampf der drei ehemals Schreiberschen Glasfabriken Svatý Štěpán, Svatá Sidonie und Nemšová dauerte bis 1936. Danach ersteigerte das der Legiobanka gehörige Hohlglaskartell DUTA die Werke. Sie ließ die Anlagen niederreißen und verkaufte die Häuser der Kolonie an die Bewohner. Svatý Štěpán war dadurch von einer hohen Arbeitslosigkeit betroffen. Ein Teil der zuletzt 150 Glasarbeiter versuchte sich durch Forstarbeit zu ernähren; andere folgten einem Angebot von Mohammed Said Jasin in seine Glasfabrik in Kairo, die meisten davon kehrten jedoch recht bald aus Ägypten zurück. 1939 wurde im oberen Teil des Dorfes ein großer Sandsteinbruch eröffnet.
Während der deutschen Besatzung wurde in St. Stephan ein Grenz- und Zollposten eingerichtet. Im Jahre 1943 erhielt St. Stephan eine Eisenbahnstation. In den Gebäuden der Glashütte wurde 1946 eine holzverarbeitende Genossenschaft gegründet. Seit 1949 war die Ansiedlung dem Okres Valašské Klobouky zugeordnet. Im Jahre 1950 lebten in dem Ort etwa 450 Menschen. Im Jahre 1954 löste sich Svatý Štěpán von Bylnice und Štítná los und bildete eine eigene Gemeinde. Während der kommunistischen Herrschaft wurde der Ortsname 1965 „entheiligt“ und zu Štěpán nad Vláří umgewandelt. Die Holzbrücke über die Vlára wurde 1966–1967 durch einen Stahlbetonbau ersetzt. Bis in die 1970er Jahre wurde in Štěpán einklassiger Unterricht abgehalten, danach entstand im Schulgebäude ein Kindergarten. Im Jahre 1976 wurde Štěpán nach Brumov-Bylnice eingemeindet. Im November 1990 entschied sich die Bevölkerung für den ursprünglichen Ortsnamen Svatý Štěpán.

## Ortsgliederung
Zu Svatý Štěpán gehören die Ortslagen Petrostudně, Rozklíní, Pláňava, und Podloučí.

## Sehenswürdigkeiten
- Kapelle
- Naturdenkmal Chladný vrch, zwei geschützte Buchenurwaldflächen südlich des Ortes